# Internationaux de Strasbourg
L'Internationaux de Strasbourg  è un torneo di tennis che si gioca a Strasburgo in Francia su campi in terra rossa.
Si disputa dal 1987; dal 2009 al 2020 ha fatto parte della categoria International all'interno del WTA Tour, per poi essere classificato come WTA 250 dal 2021, e WTA 500 dal 2024.
Svolgendosi con le medesime palle e superficie identica all'Open di Francia che precede tradizionalmente, ha potuto assicurarsi nel tempo una costante presenza delle migliori giocatrici del circuito professionistico. Tra le vincitrici delle edizioni passate ci sono Steffi Graf, Jennifer Capriati e Lindsay Davenport. L'edizione del 2020 inizialmente cancellata a causa della pandemia del coronavirus, è stata poi spostata a settembre. Nel 2024, a causa della cancellazione del torneo di  Lione la cui licenza confluisce in questo torneo, esso viene elevato alla categoria WTA 500.

## Albo d'oro

### Singolare
| Anno | Categoria     | Campionessa                 | Finalista                | Punteggio              |
| ---- | ------------- | --------------------------- | ------------------------ | ---------------------- |
| 1987 | WTA Tour      | Carling Basset              | Sandra Cecchini          | 6–3, 6–4               |
| 1988 | Tier V        | Sandra Cecchini             | Judith Wiesner           | 6–3, 6–0               |
| 1989 | Tier V        | Jana Novotná                | Patricia Tarabini        | 6–1, 6–2               |
| 1990 | Tier IV       | Mercedes Paz                | Ann Wunderlich           | 6–2, 6–3               |
| 1991 | Tier IV       | Radka Zrubáková             | Rachel McQuillan         | 7–6, 7–6               |
| 1992 | Tier IV       | Judith Wiesner              | Naoko Sawamatsu          | 6–1, 6–3               |
| 1993 | Tier III      | Naoko Sawamatsu             | Judith Wiesner (2)       | 4–6, 6–1, 6–3          |
| 1994 | Tier III      | Mary Joe Fernández          | Gabriela Sabatini        | 2–6, 6–4, 6–0          |
| 1995 | Tier III      | Lindsay Davenport (1)       | Kimiko Date              | 3–6, 6–1, 6–2          |
| 1996 | Tier III      | Lindsay Davenport (2)       | Barbara Paulus           | 6–3, 7–6               |
| 1997 | Tier III      | Steffi Graf                 | Mirjana Lučić-Baroni     | 6–2, 7–5               |
| 1998 | Tier III      | Irina Spîrlea               | Julie Halard-Decugis     | 7–6(5), 6–3            |
| 1999 | Tier III      | Jennifer Capriati           | Elena Lichovceva         | 6–1, 6–3               |
| 2000 | Tier III      | Silvija Talaja              | Rita Kuti-Kis            | 7–5, 4–6, 6–3          |
| 2001 | Tier III      | Silvia Farina Elia (1)      | Anke Huber               | 7–5, 0–6, 6–4          |
| 2002 | Tier III      | Silvia Farina Elia (2)      | Jelena Dokić             | 6–4, 3–6, 6–3          |
| 2003 | Tier III      | Silvia Farina Elia (3)      | Karolina Šprem           | 6–3, 4–6, 6–4          |
| 2004 | Tier III      | Claudine Schaul             | Lindsay Davenport        | 2–6, 6–0, 6–3          |
| 2005 | Tier III      | Anabel Medina Garrigues (1) | Marta Domachowska        | 6–4, 6–3               |
| 2006 | Tier III      | Nicole Vaidišová            | Peng Shuai               | 7–6(7), 6–3            |
| 2007 | Tier III      | Anabel Medina Garrigues (2) | Amélie Mauresmo          | 6–4, 4–6, 6–4          |
| 2008 | Tier III      | Anabel Medina Garrigues (3) | Katarina Srebotnik       | 4–6, 7–6(4), 6–0       |
| 2009 | International | Aravane Rezaï               | Lucie Hradecká           | 7–6(2), 6–1            |
| 2010 | International | Marija Šarapova             | Kristina Barrois         | 7–5, 6–1               |
| 2011 | International | Andrea Petković             | Marion Bartoli           | 6–4, 1–0 rit.          |
| 2012 | International | Francesca Schiavone         | Alizé Cornet             | 6–4, 6–4               |
| 2013 | International | Alizé Cornet                | Lucie Hradecká (2)       | 7–6(4), 6–0            |
| 2014 | International | Mónica Puig                 | Sílvia Soler Espinosa    | 6–4, 6–3               |
| 2015 | International | Samantha Stosur (1)         | Kristina Mladenovic      | 3–6, 6–2, 6–3          |
| 2016 | International | Caroline Garcia             | Mirjana Lučić-Baroni (2) | 6–4, 6–1               |
| 2017 | International | Samantha Stosur (2)         | Dar'ja Gavrilova         | 5–7, 6–4, 6–3          |
| 2018 | International | Anastasija Pavljučenkova    | Dominika Cibulková       | 6(5)–7, 7–6(3), 7–6(6) |
| 2019 | International | Dajana Yastremska           | Caroline Garcia          | 6–4, 5–7, 7–6(3)       |
| 2020 | International | Elina Svitolina (1)         | Elena Rybakina           | 6–4, 1–6, 6–2          |
| 2021 | WTA 250       | Barbora Krejčíková          | Sorana Cîrstea           | 6–3, 6–3               |
| 2022 | WTA 250       | Angelique Kerber            | Kaja Juvan               | 7–6(5), 6(0)–7, 7–6(5) |
| 2023 | WTA 250       | Elina Svitolina (2)         | Anna Blinkova            | 6–2, 6–3               |
| 2024 | WTA 500       | Madison Keys                | Danielle Collins         | 6–1, 6–2               |
| 2025 | WTA 500       | Elena Rybakina              | Ljudmila Samsonova       | 6-1, 6(2)-7, 6-1       |

### Doppio
| Anno | Categoria     | Campionesse                                    | Finaliste                                    | Punteggio           |
| ---- | ------------- | ---------------------------------------------- | -------------------------------------------- | ------------------- |
| 1987 | WTA Tour      | Jana Novotná Catherine Suire                   | Kathleen Horvath Marcella Mesker             | 6–0, 6–2            |
| 1988 | Tier V        | Manon Bollegraf Nicole Bradtke (1)             | Jenny Byrne Janine Thompson                  | 7–5, 6–7, 6–3       |
| 1989 | Tier V        | Mercedes Paz Judith Wiesner                    | Lise Gregory Gretchen Magers                 | 6–3, 6–3            |
| 1990 | Tier IV       | Nicole Bradtke (2) Elna Reinach                | Kathy Jordan Elizabeth Smylie                | 6–1, 6–4            |
| 1991 | Tier IV       | Lori McNeil (1) Stephanie Rehe                 | Manon Bollegraf Mercedes Paz                 | 6(2)–7, 6–4, 6–4    |
| 1992 | Tier IV       | Patty Fendick Andrea Strnadová                 | Lori McNeil Mercedes Paz (2)                 | 6–3, 6–4            |
| 1993 | Tier III      | Shaun Stafford Andrea Temesvári                | Jill Hetherington Kathy Rinaldi Stunkel      | 6(5)–7, 6–3, 6–4    |
| 1994 | Tier III      | Lori McNeil (2) Rennae Stubbs                  | Patricia Tarabini Caroline Vis               | 6–3, 3–6, 6–2       |
| 1995 | Tier III      | Lindsay Davenport Mary Joe Fernández           | Sabine Appelmans Miriam Oremans              | 6–2, 6–3            |
| 1996 | Tier III      | Yayuk Basuki Nicole Bradtke (3)                | Marianne Witmeyer Tami Jones                 | 5–7, 6–4, 6–4       |
| 1997 | Tier III      | Helena Suková Nataša Zvereva                   | Elena Lichovceva Ai Sugiyama                 | 6–1, 6–1            |
| 1998 | Tier III      | Alexandra Fusai Nathalie Tauziat               | Yayuk Basuki Caroline Vis (2)                | 6–4, 6–3            |
| 1999 | Tier III      | Elena Lichovceva Ai Sugiyama                   | Alexandra Fusai Nathalie Tauziat             | 2–6, 7–6(6), 6–1    |
| 2000 | Tier III      | Sonya Jeyaseelan (1) Florencia Labat           | Kim Grant María Vento-Kabchi                 | 6–4, 6–3            |
| 2001 | Tier III      | Silvia Farina Elia Iroda Tulyaganova           | Amanda Coetzer Lori McNeil (2)               | 6–1, 7–6(0)         |
| 2002 | Tier III      | Jennifer Hopkins Jelena Kostanić               | Caroline Dhenin Maja Matevžič                | 0–6, 6–4, 6–4       |
| 2003 | Tier III      | Sonya Jeyaseelan (2) Maja Matevžič             | Laura Granville Jelena Kostanić              | 6–4, 6–4            |
| 2004 | Tier III      | Lisa McShea Milagros Sequera                   | Tina Križan Katarina Srebotnik               | 6–4, 6–1            |
| 2005 | Tier III      | Rosa Rodriguez Andreea Vanc                    | Marta Domachowska Marlene Weingärtner        | 6–3, 6–1            |
| 2006 | Tier III      | Liezel Huber Martina Navrátilová               | Martina Müller Andreea Vanc                  | 6–2, 7–6(1)         |
| 2007 | Tier III      | Yan Zi (1) Zheng Jie                           | Alicia Molik Sun Tiantian                    | 6–3, 6–4            |
| 2008 | Tier III      | Tetjana Perebyjnis Yan Zi (2)                  | Chan Yung-Jan Chuang Chia-jung               | 6–4, 6(3)–7, [10–6] |
| 2009 | International | Nathalie Dechy Mara Santangelo                 | Claire Feuerstein Stéphanie Foretz Gacon     | 6–0, 6–1            |
| 2010 | International | Alizé Cornet Vania King                        | Alla Kudrjavceva Anastasija Rodionova        | 3–6, 6–4, [10–7]    |
| 2011 | International | Akgul Amanmuradova Chuang Chia-jung (1)        | Natalie Grandin Vladimíra Uhlířová           | 6–4, 5–7, [10–2]    |
| 2012 | International | Vol'ha Havarcova Klaudia Jans-Ignacik          | Natalie Grandin (2) Vladimíra Uhlířová (2)   | 7–6(4), 6–3, [3–10] |
| 2013 | International | Kimiko Date-Krumm Chanelle Scheepers           | Cara Black Marina Eraković                   | 6–4, 3–6, [14–12]   |
| 2014 | International | Ashleigh Barty (1) Casey Dellacqua (1)         | Tatiana Búa Daniela Seguel                   | 4–6, 7–5, [10–4]    |
| 2015 | International | Chuang Chia-jung (2) Liang Chen                | Nadežda Kičenok Zheng Saisai                 | 4–6, 6–4, [12–10]   |
| 2016 | International | Anabel Medina Garrigues Arantxa Parra Santonja | María Irigoyen Liang Chen                    | 6–2, 6–0            |
| 2017 | International | Ashleigh Barty (2) Casey Dellacqua (2)         | Chan Hao-ching Chan Yung-jan (2)             | 6–4, 6–2            |
| 2018 | International | Mihaela Buzărnescu Ioana Raluca Olaru          | Nadežda Kičenok (2) Anastasija Rodionova (2) | 7–5, 7–5            |
| 2019 | International | Dar'ja Gavrilova (1) Ellen Perez               | Duan Yingying Han Xinyun                     | 6–4, 6–3            |
| 2020 | International | Nicole Melichar (1) Demi Schuurs               | Hayley Carter Luisa Stefani                  | 6–4, 6–3            |
| 2021 | WTA 250       | Alexa Guarachi Desirae Krawczyk                | Makoto Ninomiya Yang Zhaoxuan                | 6–2, 6–3            |
| 2022 | WTA 250       | Nicole Melichar-Martinez (2) Daria Saville (2) | Lucie Hradecká Sania Mirza                   | 5–7, 7–5, [10–6]    |
| 2023 | WTA 250       | Xu Yifan Yang Zhaoxuan                         | Desirae Krawczyk Giuliana Olmos              | 6–3, 6–2            |
| 2024 | WTA 500       | Cristina Bucșa Monica Niculescu                | Asia Muhammad Aldila Sutjiadi                | 3–6, 6–4, [10–6]    |
| 2025 | WTA 500       | Tímea Babos Luisa Stefani                      | Guo Hanyu Nicole Melichar-Martinez           | 6-3, 6(4)-7, [10-7] |